# 7.ª etapa da Volta a Espanha de 2019
A 7.ª etapa da Volta a Espanha de 2019 teve lugar a 30 de agosto de 2019 entre Onda e Valderrobres sobre um percurso de 183,2 km e foi vencida pelo espanhol Alejandro Valverde da Movistar. O colombiano Miguel Ángel López da Astana voltou a se vestir com o maillot vermelho de líder depois do ter perdido na etapa anterior.

## Classificação da etapa
| \| Classificação por etapas \| Classificação por etapas \| Classificação por etapas \| Classificação por etapas \| Classificação por etapas \| \| Ciclista \| Ciclista \| Equipe \| Tempo \| \| \| ------------------------ \| ---------------------------- \| ----------------------------- \| ------------------------ \| ------------------------ \| \| 1. \| Alejandro Valverde \| Movistar Team \| 4h34m11s \| \| \| 2. \| Primož Roglič \| Team Jumbo-Visma \| + 0s \| \| \| 3. \| Miguel Ángel López \| Astana \| + 6s \| \| \| 4. \| Nairo Quintana \| Movistar Team \| + 6s \| \| \| 5. \| Rafał Majka \| Bora-Hansgrohe \| + 42s \| \| \| 6. \| Ion Izagirre \| Astana \| + 48s \| \| \| 7. \| Tadej Pogačar \| UAE Team Emirates \| + 51s \| \| \| 8. \| Fabio Aru \| UAE Team Emirates \| + 51s \| \| \| 9. \| George Bennett \| Team Jumbo-Visma \| + 1m07s \| \| \| 10. \| Óscar Rodríguez Garaicoechea \| Euskadi Basque Country-Murias \| + 1m20s \| \| |                              |                               |          |
| |                              |                               |          |
| Fonte: ProCyclingStats |                              |                               |          |
| Classificação por etapas |                              |                               |          |
| Ciclista | Ciclista                     | Equipe                        | Tempo    |
| 1. | Alejandro Valverde           | Movistar Team                 | 4h34m11s |
| 2. | Primož Roglič                | Team Jumbo-Visma              | + 0s     |
| 3. | Miguel Ángel López           | Astana                        | + 6s     |
| 4. | Nairo Quintana               | Movistar Team                 | + 6s     |
| 5. | Rafał Majka                  | Bora-Hansgrohe                | + 42s    |
| 6. | Ion Izagirre                 | Astana                        | + 48s    |
| 7. | Tadej Pogačar                | UAE Team Emirates             | + 51s    |
| 8. | Fabio Aru                    | UAE Team Emirates             | + 51s    |
| 9. | George Bennett               | Team Jumbo-Visma              | + 1m07s  |
| 10. | Óscar Rodríguez Garaicoechea | Euskadi Basque Country-Murias | + 1m20s  |

## Classificações ao final da etapa

### Classificação geral
| \| Classificação geral \| Classificação geral \| Classificação geral \| Classificação geral \| Classificação geral \| \| Ciclista \| Ciclista \| Equipe \| Tempo \| \| \| ------------------- \| ------------------- \| ------------------- \| ------------------- \| ------------------- \| \| 1. \| Miguel Ángel López \| Astana \| 28h19m13s \| \| \| 2. \| Primož Roglič \| Team Jumbo-Visma \| + 6s \| \| \| 3. \| Alejandro Valverde \| Movistar Team \| + 16s \| \| \| 4. \| Nairo Quintana \| Movistar Team \| + 27s \| \| \| 5. \| Rafał Majka \| Bora-Hansgrohe \| + 1m58s \| \| \| 6. \| Tadej Pogačar \| UAE Team Emirates \| + 2m36s \| \| \| 7. \| Esteban Chaves \| Mitchelton-Scott \| + 2m52s \| \| \| 8. \| George Bennett \| Team Jumbo-Visma \| + 3m34s \| \| \| 9. \| Wilco Kelderman \| Team Sunweb \| + 3m36s \| \| \| 10. \| Fabio Aru \| UAE Team Emirates \| + 3m36s \| \| |                    |                   |           |
| |                    |                   |           |
| Fonte: ProCyclingStats |                    |                   |           |
| Classificação geral |                    |                   |           |
| Ciclista | Ciclista           | Equipe            | Tempo     |
| 1. | Miguel Ángel López | Astana            | 28h19m13s |
| 2. | Primož Roglič      | Team Jumbo-Visma  | + 6s      |
| 3. | Alejandro Valverde | Movistar Team     | + 16s     |
| 4. | Nairo Quintana     | Movistar Team     | + 27s     |
| 5. | Rafał Majka        | Bora-Hansgrohe    | + 1m58s   |
| 6. | Tadej Pogačar      | UAE Team Emirates | + 2m36s   |
| 7. | Esteban Chaves     | Mitchelton-Scott  | + 2m52s   |
| 8. | George Bennett     | Team Jumbo-Visma  | + 3m34s   |
| 9. | Wilco Kelderman    | Team Sunweb       | + 3m36s   |
| 10. | Fabio Aru          | UAE Team Emirates | + 3m36s   |

### Classificação por pontos
| Classificação por pontos | Classificação por pontos | Classificação por pontos   | Classificação por pontos | Classificação por pontos |
| Ciclista                 | Ciclista                 | Equipe                     | Pontos                   |                          |
| ------------------------ | ------------------------ | -------------------------- | ------------------------ | ------------------------ |
| 1.                       | Nairo Quintana           | Movistar Team              | 50 pts                   |                          |
| 2.                       | Primož Roglič            | Team Jumbo-Visma           | 48 pts                   |                          |
| 3.                       | Sam Bennett              | Bora-Hansgrohe             | 45 pts                   |                          |
| 4.                       | Alejandro Valverde       | Movistar Team              | 44 pts                   |                          |
| 5.                       | Fabio Jakobsen           | Deceuninck-Quick Step      | 34 pts                   |                          |
| 6.                       | Miguel Ángel López       | Astana                     | 33 pts                   |                          |
| 7.                       | Tadej Pogačar            | UAE Team Emirates          | 31 pts                   |                          |
| 8.                       | Jesús Herrada            | Cofidis, Solutions Crédits | 25 pts                   |                          |
| 9.                       | Luka Mezgec              | Mitchelton-Scott           | 25 pts                   |                          |
| 10.                      | Jetse Bol                | Burgos-BH                  | 24 pts                   |                          |

### Classificação da montanha
| Classificação da montanha | Classificação da montanha | Classificação da montanha  | Classificação da montanha | Classificação da montanha |
| Ciclista                  | Ciclista                  | Equipe                     | Pontos                    |                           |
| ------------------------- | ------------------------- | -------------------------- | ------------------------- | ------------------------- |
| 1.                        | Ángel Madrazo             | Burgos-BH                  | 29 pts                    |                           |
| 2.                        | Jetse Bol                 | Burgos-BH                  | 11 pts                    |                           |
| 3.                        | Wout Poels                | Team Ineos                 | 8 pts                     |                           |
| 4.                        | Alejandro Valverde        | Movistar Team              | 6 pts                     |                           |
| 5.                        | José Herrada              | Cofidis, Solutions Crédits | 6 pts                     |                           |
| 6.                        | Jesús Herrada             | Cofidis, Solutions Crédits | 5 pts                     |                           |
| 7.                        | Sander Armée              | Lotto-Soudal               | 4 pts                     |                           |
| 8.                        | Tsgabu Grmay              | Mitchelton-Scott           | 3 pts                     |                           |
| 9.                        | Jelle Wallays             | Lotto-Soudal               | 3 pts                     |                           |
| 10.                       | Pierre Latour             | AG2R La Mondiale           | 3 pts                     |                           |

### Classificação dos jovens
| Classificação dos jovens | Classificação dos jovens     | Classificação dos jovens      | Classificação dos jovens | Classificação dos jovens |
| Ciclista                 | Ciclista                     | Equipe                        | Tempo                    |                          |
| ------------------------ | ---------------------------- | ----------------------------- | ------------------------ | ------------------------ |
| 1.                       | Miguel Ángel López           | Astana                        | 23h45m00s                |                          |
| 2.                       | Tadej Pogačar                | UAE Team Emirates             | + 1m47s                  |                          |
| 3.                       | Sergio Higuita               | EF Education First            | + 2m46s                  |                          |
| 4.                       | Óscar Rodríguez Garaicoechea | Euskadi Basque Country-Murias | + 3m37s                  |                          |
| 5.                       | Ruben Guerreiro              | Katusha-Alpecin               | + 3m38s                  |                          |
| 6.                       | Daniel Felipe Martínez       | EF Education First            | + 3m49s                  |                          |
| 7.                       | Cristián Rodríguez           | Caja Rural-Seguros RGA        | + 4m34s                  |                          |
| 8.                       | James Knox                   | Deceuninck-Quick Step         | + 5m24s                  |                          |
| 9.                       | Mark Padun                   | Bahrain-Merida                | + 5m57s                  |                          |
| 10.                      | Niklas Eg                    | Trek-Segafredo                | + 7m57s                  |                          |

### Classificação por equipas
| Classificação por equipes | Classificação por equipes | Classificação por equipes | Classificação por equipes |
| Equipe                    | Equipe                    | Tempo                     |                           |
| ------------------------- | ------------------------- | ------------------------- | ------------------------- |
| 1.                        | Movistar Team             | 70h43m49s                 |                           |
| 2.                        | Team Jumbo-Visma          | + 15s                     |                           |
| 3.                        | AG2R La Mondiale          | + 9m56s                   |                           |
| 4.                        | Bahrain-Merida            | + 10m25s                  |                           |
| 5.                        | Mitchelton-Scott          | + 10m56s                  |                           |
| 6.                        | Trek-Segafredo            | + 12m20s                  |                           |
| 7.                        | Astana                    | + 13m35s                  |                           |
| 8.                        | Team Sunweb               | + 14m02s                  |                           |
| 9.                        | UAE Team Emirates         | + 15m01s                  |                           |
| 10.                       | EF Education First        | + 15m56s                  |                           |

## Abandonos
- Davide Formolo, com problemas físicos devido à queda em massa do dia anterior, não tomou a saída.[2]
- Tejay van Garderen, com dores devido a uma queda que sofreu na etapa anterior, abandonou ao pouco de iniciar a etapa.[3]